# Rossville, Indiana
Rossville är en ort i Clinton County i delstaten Indiana, USA.